# Тарле, Никша
Никша Тарле (хорв. Nikša Tarle; род. 14 октября 1972, Риека, СР Хорватия, СФР Югославия) — хорватский баскетболист. В настоящее время — баскетбольный агент.
В 2003—2005 гг. был вице-капитаном и одним из ведущих игроков российского баскетбольного клуба «Евраз», в сезоне 2004 г. ставший лучшим в российской баскетбольной суперлиге по броскам и по подборам. По мнению другого журналиста, однако, «понятие „точность броска“ не имело к могучему хорвату никакого отношения. Но Никша очень любил наших болельщиков». В апреле 2005 г. Тарле получил травму и покинул российскую команду.